# Anthony Wallace
Anthony Wallace (Brooklyn (Verenigde Staten), 26 januari 1989) is een Amerikaans voetballer. In 2015 tekende hij een contract bij New York Red Bulls uit de Major League Soccer.

## Clubcarrière
Hoewel Wallace in Brooklyn is geboren, verhuisde zijn familie en hij naar St. Petersburg in Florida toen hij twee jaar oud was.
Hij ging van de Lakewood High School naar de Edison Academic Center in Bradenton (Florida) voor zijn laatste drie jaar.
Wallace speelde later voor de universiteit van South Florida en speelde alle wedstrijden van 2006 als een verdedigende middenvelder. Hij werd uitgekozen als Generation Adidas player van 2007 en werd als negende gekozen in de eerste ronde van de MLS SuperDraft van 2007.
Na zes verschijningen voor het reserve team van FC Dallas, maakte hij zijn debuut in het eerste elftal op 15 september 2007 in een 4-2 wedstrijd tegen New England Revolution. Op 10 februari 2014 tekende hij bij de Tampa Bay Rowdies uit de NASL, het tweede niveau van de Verenigde Staten. Na een seizoen, waarin hij in vijfentwintig wedstrijden speelde en één doelpunt maakte, verliet hij de club. Op 27 maart 2015 keerde Wallace terug in de Major League Soccer. Hij tekende bij New York Red Bulls. Zijn debuut maakte hij op 28 maart, tegen Columbus Crew. Op 11 juli 2015 maakte Wallace tegen New England Revolution zijn eerste doelpunt voor de club. De wedstrijd werd uiteindelijk met 4–1 gewonnen door de Red Bulls.
Gedurende het seizoen werd Wallace ook verhuurd aan New York Red Bulls II. Zijn eerste doelpunt maakte hij daar op 3 mei 2015 tegen Pittsburgh Riverhounds.

## Internationale carrière
Wallace speelde voor de Verenigde Staten nationaal elftal voor onder de 17 en dat voor onder de 18 en hij was een lid van het Amerikaans nationaal team voor onder de 20 op de Wereldkampioenschappen in 2007 in Canada. Hij speelde in twee groepswedstrijden tegen het Pools Nationaal elftal en Het Braziliaans Nationaal elftal en speelde ook in een knock-outwedstrijd tegen Uruguays Nationaalelftal en versloeg het Oostenrijks Nationaal elftal in de Amerikaanse kwartfinales.